# Italobrothers
Italobrothers, av gruppen skrivet ItaloBrothers, är en tysk musikgrupp som består av Mathias Metten, Hanno Lohse och Kristian Sandberg, grundad 2006. Gruppen har sedan 2009 mött internationell framgång, främst i Centraleuropa och Skandinavien. De är mest kända för sina låtar "Stamp On The Ground" (2009) och "Summer Air" (2016), vilka bland annat kom med på Sverigetopplistan respektive år.

## Diskografi

### Singlar
| År   | Titel                                           | Listplacering | Listplacering | Listplacering | Listplacering | Listplacering | Listplacering | Listplacering | Listplacering | Listplacering | Album              |
| År   | Titel                                           | BEL (Va)      | DAN           | FIN           | FRA           | NOR           | SVE           | CH            | TYS           | ÖST           | Album              |
| ---- | ----------------------------------------------- | ------------- | ------------- | ------------- | ------------- | ------------- | ------------- | ------------- | ------------- | ------------- | ------------------ |
| 2005 | "The Moon"                                      | —             | —             | —             | —             | —             | —             | —             | —             | —             | Stamp!             |
| 2006 | "Colours of the Rainbow" (med Tune Up!)         | —             | —             | —             | —             | —             | —             | —             | —             | —             | Stamp!             |
| 2007 | "Counting Down the Days"                        | —             | —             | —             | —             | —             | —             | —             | —             | —             | Stamp!             |
| 2009 | "Stamp on the Ground"                           | —             | 14            | —             | —             | 11            | 53            | —             | —             | —             | Stamp!             |
| 2010 | "Love Is on Fire"                               | —             | —             | —             | —             | —             | —             | —             | —             | —             | Stamp!             |
| 2010 | "Radio Hardcore"                                | —             | 29            | —             | —             | —             | —             | —             | —             | —             | Stamp!             |
| 2011 | "Cryin' in the Rain"                            | —             | —             | —             | —             | —             | —             | —             | —             | —             | singlar utan album |
| 2011 | "Boom" (med Carlprit)                           | —             | —             | —             | —             | —             | —             | —             | —             | —             | singlar utan album |
| 2012 | "Pandora 2012"                                  | —             | —             | —             | —             | —             | —             | —             | —             | —             | singlar utan album |
| 2012 | "My Life Is a Party"                            | 84            | —             | —             | 103           | —             | —             | 62            | 43            | 18            | singlar utan album |
| 2013 | "This Is Nightlife"                             | 25            | 32            | 16            | 24            | —             | —             | 22            | 41            | 26            | singlar utan album |
| 2014 | "Up 'N Away"                                    | —             | —             | —             | —             | —             | —             | —             | —             | 64            | singlar utan album |
| 2014 | "P.O.D."                                        | —             | —             | —             | —             | —             | —             | —             | —             | —             | singlar utan album |
| 2014 | "Let's Go" (med P. Moody)                       | —             | —             | —             | —             | —             | —             | —             | —             | —             | singlar utan album |
| 2015 | "One Heart" (med Floorfilla featuring P. Moody) | 69            | —             | —             | 57            | —             | —             | —             | —             | —             | singlar utan album |
| 2015 | "Springfield" (med Martin Tungevaag)            | —             | —             | 3             | —             | 22            | 51            | —             | —             | —             | singlar utan album |
| 2015 | "Welcome to the Dancefloor"                     | 58            | —             | —             | 65            | —             | —             | —             | —             | —             | singlar utan album |
| 2015 | "Sleep When We're Dead"                         | —             | —             | —             | —             | —             | —             | —             | —             | —             | singlar utan album |
| 2015 | "Kings & Queens"                                | —             | —             | —             | —             | —             | —             | —             | —             | —             | singlar utan album |
| 2016 | "Generation Party"                              | —             | —             | —             | —             | —             | —             | —             | —             | —             | singlar utan album |
| 2016 | "Summer Air"                                    | 67            | 14            | 6             | —             | 2             | 10            | 36            | 34            | 14            | singlar utan album |
| 2017 | "Hasselhoff 2017"                               | —             | —             | —             | —             | —             | —             | —             | —             | —             | singlar utan album |
| 2017 | "Fiction Squad"                                 | —             | —             | —             | —             | —             | —             | —             | —             | —             | singlar utan album |
| 2017 | "Sorry"                                         | —             | —             | —             | —             | —             | —             | —             | —             | —             | singlar utan album |
| 2018 | "Looking Back Someday"                          | —             | —             | —             | —             | —             | —             | —             | —             | —             | singlar utan album |
| 2018 | "Inside Out"                                    | —             | —             | —             | —             | —             | —             | —             | —             | —             | singlar utan album |
| 2018 | "Till You Drop"                                 | —             | —             | —             | —             | —             | —             | —             | —             | —             | singlar utan album |
| 2019 | "Games"                                         | —             | —             | —             | —             | —             | —             | —             | —             | —             | singlar utan album |